# Цветко Кондев
Цветко Кондев Миджилизов е български общественик и революционер, деец на Българското възраждане в Източна Македония.

## Биография
Цветко Кондев в роден около 1798 – 1799 година в град Мехомия, Османската империя. Той е активен участник в националноосвободителните борби на Мехомия през XIX век.
Името му е изписан на плочата на ктиторите и приложниците на храма „Свети Георги“ построен през 1834 година.
Името Миджилизов получава, защото е представител на българите в околийскота управление – меджлиса и съветник на мехомийския мюдюрин. Той почива в Мехомия през 1875 година и е погребан до църквата „Свети Георги“. Баща е на Иван Кондев и Григор Кондев.